# Upiór w kuchni (Teatr Telewizji 1993)
Upiór w kuchni – spektakl Teatru Telewizji w reżyserii Janusza Majewskiego z 1993 na podstawie sztuki Patricka G. Clarka pod tym samym tytułem. Remake ekranizacji tego samego reżysera z 1976 (Upiór w kuchni). Tym razem reżyser sięgnął po rozszerzoną wersję dramatu, z dodatkowymi wątkami (scena VII w barze „Trzy Korony” oraz sceny VIII–XII przedstawiające wizytę Pastora i Marcusa w pensjonacie „Lotus”). Premiera odbyła się w poniedziałek 16 września 1993. Spektakl pokazano w cyklu Teatr Sensacji „Kobra”.
Realizacja ta została wydana na płycie DVD w cyklu „Kocham Teatr” w 2008, razem z książkowym wydaniem sztuki.
Komedia przypomina fabułą inną czarną komedię – Arszenik i stare koronki Josepha Kesselringa. Tytuł ten zostaje zresztą wspomniany przez barmana Boba, który opowiada inspektorowi Huntowi, że traktuje wyjście do kina jako najlepsze antidotum na codzienne zgryzoty i właśnie widział film Arszenik i stare koronki. Opowiada o dwóch starszych paniach robiących w konia policję, czym prawdopodobnie naprowadza inspektora na odpowiedni trop. Dodatkowo skojarzenie może potęgować fakt, że jedną z głównych ról w spektaklu Arszenik i stare koronki, podobnie jak w tej wersji Upiora... grała Irena Kwiatkowska.
Obie ekranizacje Upiora... łączy, prócz osoby reżysera, postać aktora Wiktora Zborowskiego. W spektaklu z 1976 zagrał on Sierżanta Griggsona, a w wersji z 1993 – Inspektora Hunta.

...w ciągu siedemnastu lat, jakie upłynęły od pierwszej do drugiej inscenizacji Upiora..., Wiktor Zborowski tak się potwornie postarzał, że nie miałem innego wyjścia i musiałem go awansować z posterunkowego na inspektora. W angielskiej policji stary posterunkowy byłby kimś niewyobrażalnie i obrzydliwie nieprawdziwym.

## Obsada
- Irena Kwiatkowska jako Laura Collins
- Hanna Śleszyńska jako Cynthia Collins
- Leonard Pietraszak jako Mike Speely
- Wiktor Zborowski jako Inspektor Hunt
- Marek Kondrat jako Barman Bob
- Krzysztof Kowalewski jako Komisarz Fuddler
- Marek Bargiełowski jako Pastor Sheppard
- Paweł Wawrzecki jako Marcus
- Stanisław Brudny jako lekarz sądowy
- Andrzej Butruk jako sierżant Griggson